# Stribog
Stribog (in lingua polacca: Strzybog; in alfabeto cirillico: Стрибог), era il dio slavo del vento, del cielo e dell'aria o anche dei turbini e delle tempeste.
La classificazione di Stribog, però, è abbastanza ipotetica in quanto l'esiguo numero di fonti che riconducono a questo dio non consentono di tracciarne il profilo con certezza.
Gli unici due testi che parlano di esso, infatti, sono la Cronaca degli anni passati, dove viene menzionato come una delle sei divinità del canone di Vladimir, e il Canto della schiera di Igor' dove vengono citati i venti, nipoti di Stribog, che soffiano le frecce contro l'esercito di Igor.
Stribog, che similarmente agli altri dei del pantheon slavo aveva un suo idolo sulla collina di Kiev, subì lo stesso destino di altre divinità: con la cristianizzazione, venne assimilato al soffio dello Spirito Santo. In tutti i casi, almeno folcloristicamente, è ancora presente nell'immaginario collettivo: al giorno d'oggi i contadini slavi dicono ancora: «Se il vento è calmo è perché Stribog suona il flauto».